# 540
540 (DXL) fue un año bisiesto comenzado en domingo del calendario juliano, en vigor en aquella fecha.
En el Imperio romano, el año fue nombrado como el del consulado de Justino sin colega, o menos comúnmente, como el 1293 Ab urbe condita.

## Acontecimientos
- Belisario conquista Milán y Rávena, donde captura al rey ostrogodo Vitiges.[1]
- Los hunos invaden Tracia, Ilírico y Grecia.[2]
- Benito de Nursia funda la Orden Benedictina.
- Caída del Imperio Gupta.
- Los persas capturan Antioquía.
- I Concilio de Barcelona.

## Nacimientos
- Posible nacimiento de Merlín (legendario).
- Gregorio Magno.
- Columbano de Luxeuil.
- Venancio Fortunato (fecha aproximada).

## Fallecimientos
- Dionisio el Exiguo, astrónomo y religioso romano de origen escita.
- Vitiges, rey de los ostrogodos.